# Étrépigny
Étrépigny est une commune française située dans le département des Ardennes, en région Grand Est.

## Géographie

### Localisation
Le village est situé à 10 km au sud-est de Charleville-Mézières.

### Relief
Le point culminant du territoire communal est à 280 m d’altitude, au Bois Marguerite, et le point le plus bas à 160 m, à la limite avec le territoire de la commune de Flize.
Le village est situé au pied  des crêtes préardennaises jurassiques, sur les marnes bleues du lias.

### Voies de communication et transports
Étrépigny se trouve à l'écart des principales voies mais reste proche de la vallée de la Meuse et de Charleville-Mézières. En voie routière, la D 433 permet de rejoindre la D 33 reliant Boutancourt à FLize

### Hydrographie
La commune est dans le bassin versant de la Meuse au sein du bassin Rhin-Meuse. Elle est drainée par le ruisseau de Boutancourt et le ruisseau du Pierge,.

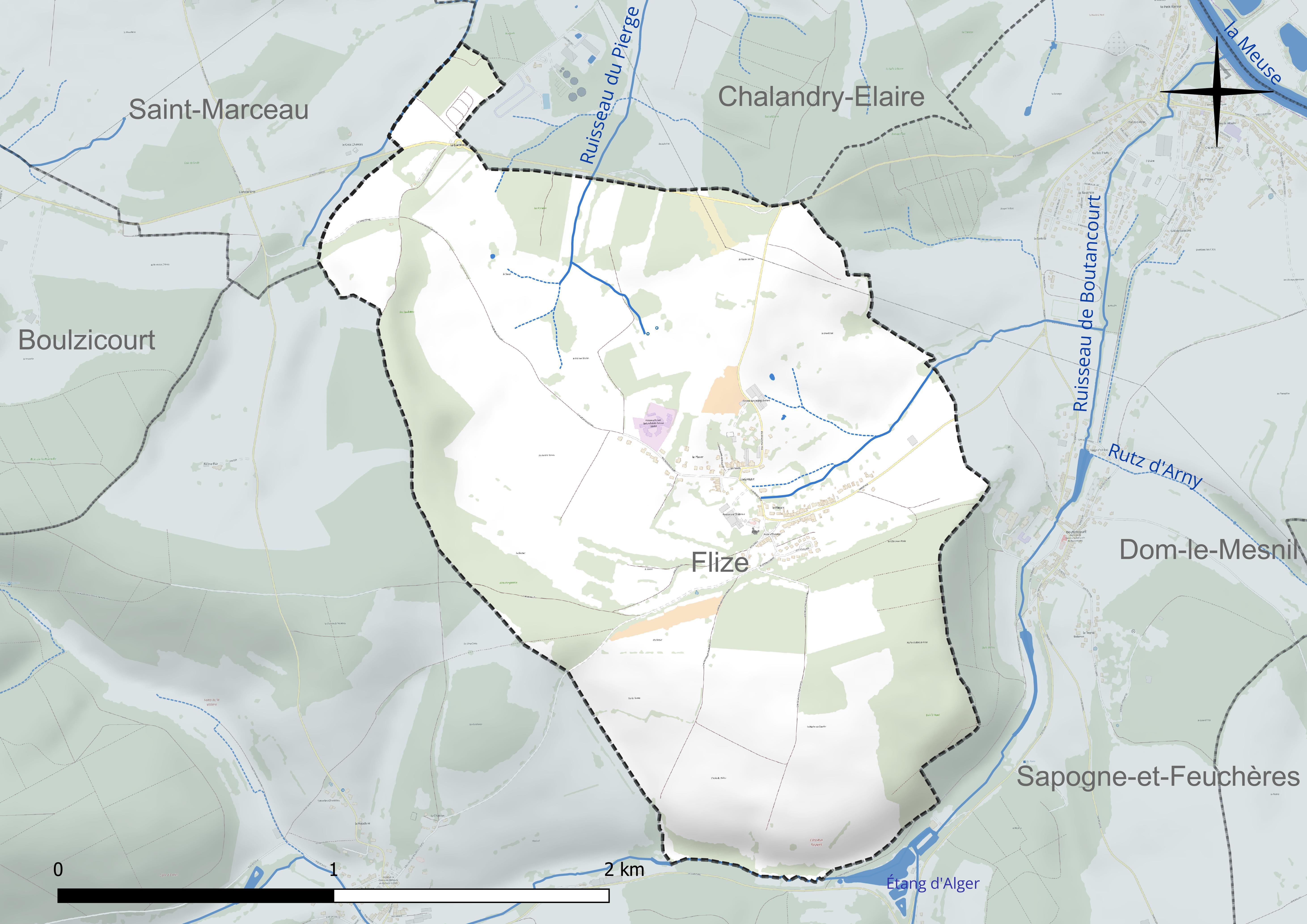
Réseau hydrographique d'Étrépigny.

### Climat
Pour des articles plus généraux, voir Climat du Grand Est et Climat des Ardennes.
En 2010, le climat de la commune est de type climat de montagne, selon une étude du Centre national de la recherche scientifique s'appuyant sur une série de données couvrant la période 1971-2000. En 2020, Météo-France publie une typologie des climats de la France métropolitaine dans laquelle la commune est exposée à un climat océanique altéré et est dans la région climatique  Lorraine, plateau de Langres, Morvan, caractérisée par un hiver rude (1,5 °C), des vents modérés et des brouillards fréquents en automne et hiver. 
Pour la période 1971-2000, la température annuelle moyenne est de 10 °C, avec une amplitude thermique annuelle de 15,7 °C. Le cumul annuel moyen de précipitations est de 979 mm, avec 13,8 jours de précipitations en janvier et 9,7 jours en juillet. Pour la période 1991-2020, la température moyenne annuelle observée sur la station météorologique de Météo-France la plus proche, « Charleville-Méz. », sur la commune de Charleville-Mézières à 10 km à vol d'oiseau, est de 9,9 °C et le cumul annuel moyen de précipitations est de 928,4 mm. 
La température maximale relevée sur cette station est de 39,2 °C, atteinte le 25 juillet 2019 ; la température minimale est de −17,5 °C, atteinte le 1er janvier 1997,,. 
Les paramètres climatiques de la commune ont été estimés pour le milieu du siècle (2041-2070) selon différents scénarios d'émission de gaz à effet de serre à partir des nouvelles projections climatiques de référence DRIAS-2020. Ils sont consultables sur un site dédié publié par Météo-France en novembre 2022.

## Urbanisme

### Typologie
Au 1er janvier 2024, Étrépigny est catégorisée commune rurale à habitat dispersé, selon la nouvelle grille communale de densité à 7 niveaux définie par l'Insee en 2022.
Elle est située hors unité urbaine. Par ailleurs la commune fait partie de l'aire d'attraction de Charleville-Mézières, dont elle est une commune de la couronne,. Cette aire, qui regroupe 132 communes, est catégorisée dans les aires de 50 000 à moins de 200 000 habitants,.

### Occupation des sols
L'occupation des sols de la commune, telle qu'elle ressort de la base de données européenne d’occupation biophysique des sols Corine Land Cover (CLC), est marquée par l'importance des territoires agricoles (68,2 % en 2018), en diminution par rapport à 1990 (69,3 %). La répartition détaillée en 2018 est la suivante : 
prairies (43 %), terres arables (24,9 %), forêts (24,7 %), zones urbanisées (7,2 %), zones agricoles hétérogènes (0,2 %). L'évolution de l’occupation des sols de la commune et de ses infrastructures peut être observée sur les différentes représentations cartographiques du territoire : la carte de Cassini (XVIIIe siècle), la carte d'état-major (1820-1866) et les cartes ou photos aériennes de l'IGN pour la période actuelle (1950 à aujourd'hui).

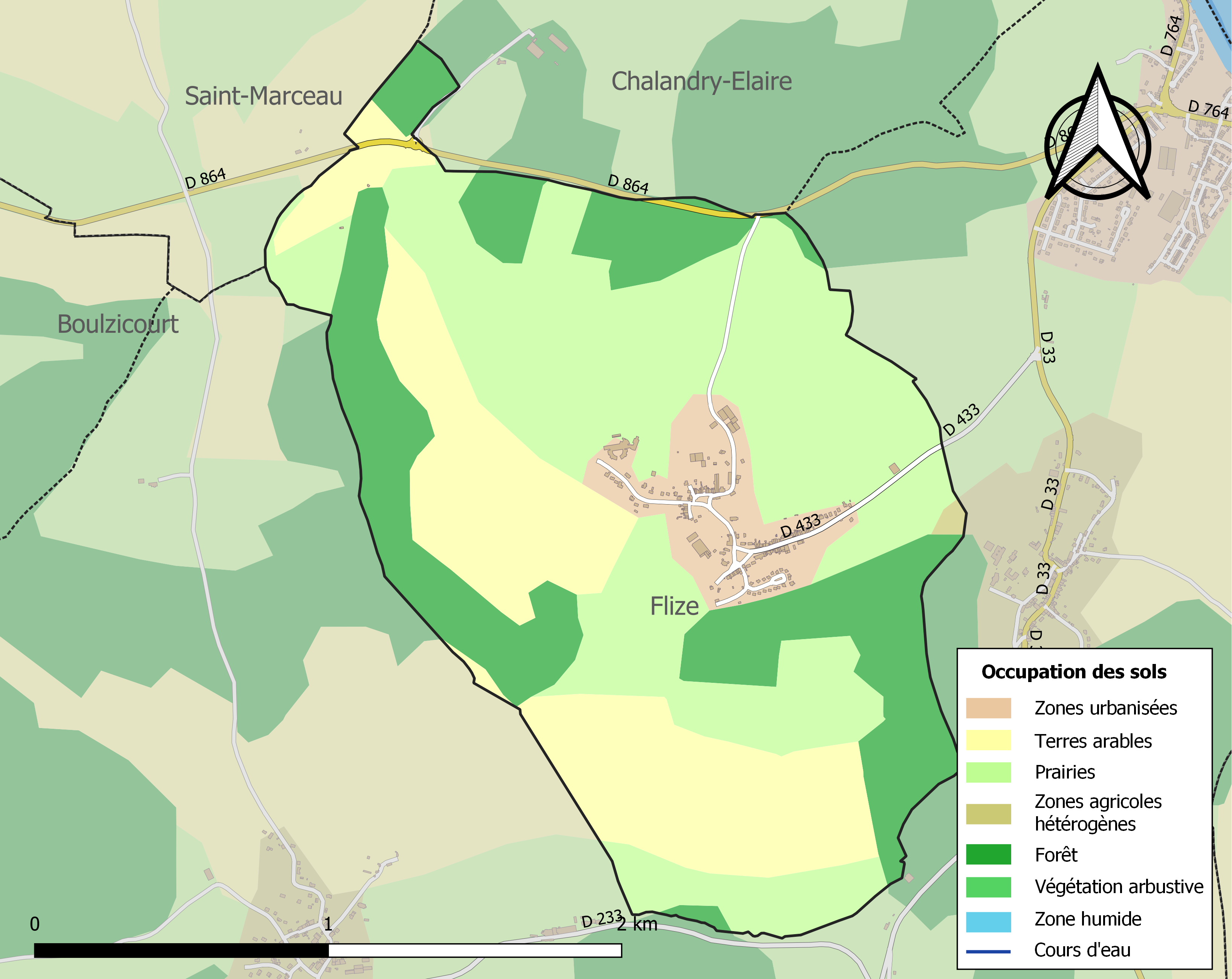
Carte des infrastructures et de l'occupation des sols de la commune en 2018 (CLC).

## Toponymie
Pour ce village ardennais d’Etrépigny, plusieurs formes sont rencontrées dans des textes anciens : Esterpigny en 1252, Stirpignis en 1256, Estrepigny en 1324, Estrepigny en 1312 et 1344, Etrepigny  en 1576, Tarpigny en 1589, Trepigny en 1733.
Le nom d’Étrépigny est probablement issu d'un nom propre romain, Sterpinius, ou de sterpinium, mot bas-latin désignant un terrain plein de souches, suivi du suffixe localisant ou de propriété (i)acum, d'origine gauloise et qui a régulièrement abouti à la terminaison -y dans le Nord de la France.

## Histoire
La paroisse d'Étrépigny est fondée aux environs de l'an 1200 par l'abbaye d'Élan. Une première mention du village apparaît dans un acte de 1252. À l'époque, ce territoire fait partie du comté de Rethel, un des principaux fiefs de cette région.
Un château y est mentionné dès 1256,. Les seigneurs d'Étrépigny ont droit de haute, basse et moyenne justice, et également droit de gruerie. Ce territoire intègre le domaine royal au XIVe siècle. Différentes familles se succèdent en ce lieu, dont Jacques de Villiers qui achète la terre le 8 mai 1470, puis la transmet à ses descendants. Deux siècles plus tard, Jean-Ernest de Terwel (~1618-1678), l'achète à son tour en 1661 et devient seigneur d'Étrepigny. Il devient également maréchal général des armées du Roi, commissaire général des troupes de Champagne, intendant pour le Roi sur la Meuse. Cet aristocrate protestant (un hérétique pour Charles-Maurice Le Tellier, archevêque-duc de Reims) meurt le 17 février 1678 à Sedan et y est enterré, transmettant la seigneurie à son épouse Marie Conquérant,. L'édit de Fontainebleau révoquant en 1685 l'édit de Nantes, rend plus délicate la position de cette famille sur un fief intégré au domaine royal. Marie Conquérant meurt en septembre 1694, et Antoine de Toully achète la seigneurie en 1697.
De 1689 à 1729, l'église a pour curé Jean Meslier qui se plaint de ce châtelain, Antoine de Toully, l'accusant en chaire de maltraiter les paysans. Ce curé fait prier pour Antoine de Toully, afin « que Dieu lui pardonne et lui fasse la grâce d'expier en l'autre monde les mauvais traitements qu'il a fait ici bas ressentir aux pauvres et la conduite intéressée  qu'il a tenue envers les orphelins ». Non content de faire sonner systématiquement de la trompe de chasse sous les verrières de l'église pendant les offices, Messire Anthoine de Touilly, chevalier, seigneur de Cléry, Saint-Martin-sur-Barre et Pouilly, obtient aisément l'appui de l'évêque de Reims, Mgr de Mailly (successeur de Charles-Maurice Le Tellier), pour réprimander le petit curé qui se le tient pour dit… jusqu'à sa mort en 1729 où, sous forme d'un manuscrit de plus de mille pages, il laisse à ses paroissiens un testament philosophique. Dans ce manuscrit, le curé Jean Meslier nie notamment l'immortalité de l'âme et affirme que l'emprise de la religion n'a été favorisée que pour permettre la domination d'un petit nombre sur les autres.
Antoine de Toully meurt en 1722. La seigneurie passe à sa fille, Claude Reine de Toully, qui se marie à un membre de la famille de Fuchsamberg, Gabriel  Renart de Fuchsamberg. Une petite-fille de ce couple, Marie Gabrielle Renart de Fuchsamberg, épouse Léonard François Marie, comte de Moriolles. Alexandre Nicolas Léonard Charles Marie, marquis de Moriolles, est le dernier seigneur d'Étrepigny. Il émigre pendant la Révolution française, en 1793.
En 1814 et 1815, le village subit différentes réquisitions des troupes étrangères stationnant dans les Ardennes. Pendant la guerre de 1870, il est occupé du 31 août 1870 au 29 avril 1871. Pendant la Première Guerre mondiale, il est de nouveau occupé de 1914 à 1918. En mai 1940, au début de la Seconde Guerre mondiale, la population évacue le village pour un exode vers l'Ouest de la France, puis revient progressivement. Une partie des terres cultivables est réquisitionnée par les Allemands et exploitée sous la direction d'un chef de culture de la  WOL ou Wirtschaftoberleitung.

## Politique et administration

### Rattachements administratifs et électoraux
La commune se trouve dans l'arrondissement de Charleville-Mézières du département des Ardennes. Pour l'élection des députés, elle fait partie depuis 1958 de la première circonscription des Ardennes.
Elle faisait partie depuis 1793 du canton de Flize. Dans le cadre du redécoupage cantonal de 2014 en France. La commune est désormais intégrée au canton de Nouvion-sur-Meuse.

### Intercommunalité
La commune était membre de la petite communauté de communes du Pays des Sources au Val de Bar, créée en 1993.
Cette intercommunalité fusionne avec d'autres pour former, le 1er janvier 2014, la communauté d'agglomération Ardenne Métropole, dont la commune est désormais membre.

### Liste des maires
| Période                                  | Période                   | Identité                                     | Étiquette | Qualité                          |
| ---------------------------------------- | ------------------------- | -------------------------------------------- | --------- | -------------------------------- |
| Les données manquantes sont à compléter. |                           |                                              |           |                                  |
| mars 2001                                | 2014                      | Jean-Marc Migeot                             |           |                                  |
| 2014                                     | décembre 2017,            | Francis Quènelisse                           |           | Douanier retraité Démissionnaire |
| février 2018                             | En cours (au 26 mai 2020) | Sarah Mineur Réélue pour le mandat 2020-2026 |           |                                  |

Sarah Mineur a été amenée à remplacer, au poste de maire, Francis Quènelisse, démissionnaire en 2018. Puis elle a présentée une liste en 2020 et a été élue au 1er tour,.

### Élections nationales
À titre indicatif, lors de l'élection présidentielle française de 2017, au premier tour, sept candidats ont réuni plus de 1 % des 154 suffrages exprimés dans cette commune : Nicolas Dupont Aignan de Debout la France (2,27 %), Jean Lassalle, indépendant, (4,55 %), Benoît Hamon du Parti socialiste (7,39 %), François Fillon pour Les Républicains (13,64 %), Jean-Luc Melenchon pour La France insoumise (21,59 %), Emmanuel Macron pour En Marche ! (21,59 %), et Marine Le Pen pour le Front national (28,41 %). Le taux de participation est de 85,65 % pour ce 1er tour dans cette commune. Au second tour de cette même élection, Emmanuel Macron obtient 52,6 % des suffrages exprimés à Étrépigny, contre Marine Le Pen  qui rassemble 47,4 % des suffrages.
Lors des élections présidentielles françaises de 2022, plusieurs candidats ont obtenu plus de 1 % des suffrages exprimés. Au 1er tour, Marine Le Pen (Rassemblement national) a recueilli 30,86 % des voix, Emmanuel Macron (Renaissance) 27,16 %, Jean-Luc Mélenchon (La France insoumise) 14,20 %, Éric Zemmour (Reconquête) 9,26 %, Yannick Jadot (Europe Écologie les Verts) 4,94 %, Valérie Pécresse (Les Républicains) 4,32 %, Jean Lassalle 3,09 %, Fabien Roussel (Parti communiste français) 1,85 %, Nathalie Arthaud (Lutte ouvrière), Philippe Poutou (NPA) et Nicolas Dupont-Aignan (Debout la France) ont chacun reçu 1,23 %, et Anne Hidalgo (Parti socialiste) 0,62 %. Au second tour, Marine Le Pen a obtenu 51,80 % des voix, tandis qu'Emmanuel Macron en a obtenu 48,20 %.

## Population et société

### Démographie
L'évolution du nombre d'habitants est connue à travers les recensements de la population effectués dans la commune depuis 1793. Pour les communes de moins de 10 000 habitants, une enquête de recensement portant sur toute la population est réalisée tous les cinq ans, les populations de référence des années intermédiaires étant quant à elles estimées par interpolation ou extrapolation. Pour la commune, le premier recensement exhaustif entrant dans le cadre du nouveau dispositif a été réalisé en 2006.

En 2022, la commune comptait 272 habitants, en évolution de −4,56 % par rapport à 2016 (Ardennes : −2,97 %, France hors Mayotte : +2,11 %).
| 1793 | 1800 | 1806 | 1821 | 1831 | 1836 | 1841 | 1846 | 1851 |
| ---- | ---- | ---- | ---- | ---- | ---- | ---- | ---- | ---- |
| 165  | 174  | 177  | 228  | 238  | 264  | 273  | 285  | 279  |

| 1866 | 1872 | 1876 | 1881 | 1886 | 1891 | 1896 | 1901 | 1906 |
| ---- | ---- | ---- | ---- | ---- | ---- | ---- | ---- | ---- |
| 281  | 259  | 257  | 257  | 260  | 248  | 228  | 209  | 234  |

| 1911 | 1921 | 1926 | 1931 | 1936 | 1946 | 1954 | 1962 | 1968 |
| ---- | ---- | ---- | ---- | ---- | ---- | ---- | ---- | ---- |
| 230  | 187  | 186  | 189  | 169  | 158  | 165  | 183  | 161  |

| 1975 | 1982 | 1990 | 1999 | 2006 | 2011 | 2016 | 2021 | 2022 |
| ---- | ---- | ---- | ---- | ---- | ---- | ---- | ---- | ---- |
| 154  | 231  | 217  | 217  | 263  | 261  | 285  | 281  | 272  |

### Enseignement
L'école primaire publique d’Étrépigny, sur la commune, est une école élémentaire publique, située au 1 rue Lefevre-Gineau. Cet établissement est rattaché à l'académie de Reims et se trouve en zone B,.
Des écoles maternelles existent dans des villages à proximité, comme  Boutancourt à 1,1 km, Balaives-et-Butz  à 1,7 km, Flize à 2,1 km, ou encore Saint-Marceau à 3,7 km.
Différents collèges sont situés sur la commune de Nouvion-sur-Meuse à 4,7 km, Villers-Semeuse (6,6 km), Vrigne-aux-Bois (8,7 km) et d’autres encore à Charleville-Mézières (8 km).
Les lycées les plus proches sont à Charleville-Mézières (dont un lycée professionnel) et Sedan. Il faut signaler également le lycée agricole de Saint-Laurent.

## Économie
Étrépigny se trouve à l'écart des principales voies mais reste proche de la vallée de la Meuse et de Charleville-Mézières. Elle appartient à l'aire urbaine, à la zone d'emploi et au bassin de vie de Charleville-Mézières. Peu de commerces et d'entreprises se trouvent sur place.
En 2010, le revenu fiscal net par foyer dans la commune était de 25 447 € pour une moyenne nationale  de 23 782 €.

## Culture locale et patrimoine

### Lieux et monuments

#### Bâti dans le village
Sa rue principale aligne des maisons caractéristiques en pierre de Dom prolongées par une allée de marronniers vénérables débouchant sur le château et l'église, hauts symboles de l'histoire peu banale de la localité.

#### ÉgliseSaint-Juliend'Étrépigny
Implantée au milieu du cimetière, elle est sans style défini, et semble de la fin du XIIe siècle ou du début du XIIIe siècle, comme semble le montrer l'existence simultanée de fenêtres cintrées qui disparaissent à cette époque, et de fenêtres ogivales. La fenêtre en forme de rosace au-dessus de la porte d'entrée est de construction ultérieure. La maçonnerie des murs a plus d'un mètre d'épaisseur.
Le clocher est au-dessus du porche, composé d'un cube surmonté de formes pyramidales à quatre côtés. Une sacristie est adossée au mur côté sud, qui date du XVIIIe siècle.

#### Château
Si l'église du XIIe siècle est toujours celle connue par Jean Meslier, le château en revanche ne montre plus que quelques vestiges de ce qu'il a été sous l'Ancien Régime. 
Cet ancien château est cité dès 1256. Une description à la fin du XVIIe siècle mentionne notamment plusieurs bâtiments, un donjon, quatre tourelles et des fossés. Il comporte également un pont-levis. Il est vendu et, ayant été ravagé par un incendie, il est détruit lors de la Révolution française, dans la dernière décennie du XVIIIe siècle,.
Une nouvelle bâtisse est érigée en 1825 par un autre personnage illustre, Louis Lefèvre-Gineau, physicien et député, à qui l'on doit d'avoir, en 1799, défini la masse du kilogramme. Après Louis Lefèvre-Gineau, son fils adoptif, Louis-Hercule Viez-Lefèvre-Gineau, homme des lettres, y séjourne, puis la fille de celui-ci, Louise Adelaïde Viez-Lefèvre-Gineau, mariée au célèbre éditeur Ernest Panckoucke.  Mais cet édifice a été un moment abandonné au XXe siècle. Il est rénové en partie, et habité.

### Personnalités liées à la commune
- Jean Meslier (1664-1729), curé de la paroisse, philosophe des Lumières français.
- Louis Lefèvre-Gineau (1751-1829), chimiste et scientifique français, homme politique, fit construire et habitat le château d'Étrépigny.

### Héraldique
| Blason de Étrépigny | Blason  | D'or à l'écusson de sable chargé d'une fleur de lis d'argent et accompagné en pointe de deux feuilles de chêne de gueules, celle de dextre posée en bande et celle de senestre en barre, au chef d'azur chargé d'un fer de lance d'or accosté de deux étoiles du même. |
| Blason de Étrépigny | Détails | Le statut officiel du blason reste à déterminer. |